# 40 (число)
40 (сорок) — натуральное число, расположенное между числами 39 и 41.

## Этимология слова в русском языке
По наиболее распространённой версии, принятой в качестве основной в словаре Макса Фасмера, слово происходит от понятия «связка меховых шкурок» (соболей, куниц и пр.). Связка из 40 шкурок представляла собой единицу меры, торговли и хранения этих шкурок, так как 40 собольих шкурок требовалось для шитья одной собольей шубы. Шкурки заворачивались в ткань, в сорок (слово, родственное слову сорочка, от древнерусского сорочька, старославянское срачица, срака, сракы). Названное слово сменило более древнее четыре десяте. Такую же версию поддерживает и П. Я. Черных, считая основой слов сорок и сорочка древнерусское *сорока (со значением «исподняя рубаха»).
Нечто подобное произошло со словом snesn, означающим «двадцать» в норвежском языке. 
Однако, по мнению О. Н. Трубачева, эта этимология не является вполне убедительной. Не исключено, что слово со́рок восходит к древневосточнославянскому *съркъ, являющемуся ранним заимствованием из тюркских языков: тур. kırk «сорок», каз. қырық «сорок», чув. херӗх «сорок», с диссимиляцией k — k > s — k; ср., возможно, собака < тюрк. köbäk.
Также существует версия, что слово «сорок» восходит к греческому «сараконта» (греч. σαρακοντα, с тем же значением). Собольи шкурки на Руси продавали партиями по сорок штук. Очевидно, это и был самый желанный русский товар на константинопольских рынках, и оттого слово, которое произносили греческие покупатели, крепко засело в купеческом жаргоне, а из него перешло в общее употребление.

## В математике
- разложение на множители: 40 = 2 × 2 × 2 × 5
- 40 — четвёртое восьмиугольное число, сумма первых четырёх пятиугольных чисел
- 240 = 1 099 511 627 776, двоичная приставка: теби (Ти)

## В естествознании
- Атомный номер циркония — 40.
- около сорока недель в среднем длится беременность человека.

## В религии
Числу 40 уделено значительное внимание в традициях христианства, иудаизма и некоторых других религий.

### Иудаизм
В еврейской культуре сорокалетний возраст считался возрастом для женитьбы, для вступления в должность. Сорокалетие, как средняя продолжительность одного поколения, является вообще средним периодом всякой исторической эпохи: 40-летнее странствование по пустыне, 40-летняя продолжительность пребывания у власти судей израильских царей. Сюда же относятся числа 80, 20 и троекратное 40, как продолжительность жизни выдающихся лиц. Не менее употребительно число 40 для обозначения небольшого промежутка времени (Быт. 7:4; 50:3); 40 дней и ночей пребывания Моисея на горе Синае (Исх. 24:18); 40 ударов, как высшая степень наказания, не лишающего наказуемого его чести. 
- Всемирный потоп продолжался ровно сорок дней (Быт. 7:12).
- Сорок лет водил пророк Моисей евреев по пустыне в Землю обетованную (Чис. 14:33).
- «Сыны Израилевы ели манну сорок лет, доколе не пришли в землю обитаемую» (Исх. 16:35).
- Сорок суток пробыл пророк Моисей на горе Синай, где получил Скрижали Завета (Исх. 24:18; 34:28).
- «Сорок подножий» — один из элементов скинии (Исх. 26:19; 36:24).
- Типов работ, запрещённых в субботу — 39, исходит из расчёта 40 без одного, так как недостающий один тип, «созидание», хоть и запрещён, но доступен только Всевышнему.
- При бичевании у евреев давали 40 ударов плетью. На деле их почти всегда было 39 — чтобы не ошибиться и не превысить число[6].

### Христианство
В христианских библейских сюжетах часто отмеряется сорокадневный срок. Это отражено в таких обрядах и традициях, таких как сорокадневные посты и поминовения усопших, сорокадневные епетимии, перемирия или какие-либо гражданские (общественные) службы, и тому подобное. От этого возникли понятия: Святая четыредесятница (Великий пост), Сорокоуст или Сороковины/Сорочины (поминовение усопшего в течение сорока дней и на сороковой день).
- Сорок дней постился Иисус Христос в пустыне, в честь чего сорок дней длится Великий пост (Мф. 4:2).
- Сорок дней — время, прошедшее между Воскресением Христа и его Вознесением (Деян. 1:2—11).
- Согласно православному преданию, душа человека на сороковой день мытарств (скитаний) после смерти тела до Страшного Суда определяется или в рай, или в ад. Отсюда сороковины.

Другие случаи:
- Купол главного православного собора мира — византийской Святой Софии в Константинополе имел сорок «воздушных» круговых окон.
- Фразеологизм «со́рок сороко́в» обозначает всю совокупность московских соборов[7], многочисленность церквей в старой Москве[8].

Не следует считать, что речь идёт о наличии в дореволюционной Москве 1600 церквей. Ключ к пониманию фразеологизма — тот факт, что в своё время слово соро́к обозначало церковно-административную единицу, аналог современного благочиния.
- Сорок Севастийских мучеников — 320 год.

### Ислам
- Предместье Бахчисарая в Крыму называется Кырк-Азислар — Сорок святых.
- В 40 лет пророк Мухаммед стал пророком.
- Сороковины отмечаемые в память по усопшему.

### Язычество
- Баальбекский храм в горном Ливане, как и многие другие, имел сорок колонн.
- В инкских языческих храмах изображались сорок лучей, исходящих из Храма Солнца.
- Империя Инков делилась на сорок провинций; единицей переписи населения были сорок тысяч человек.

## В других областях
- 40 — количество фигур в сёги.
- 40 — количество лучей солнца на государственном флаге Кыргызстана (по числу племён, составляющих киргизский народ).
- 40 — числовое значение буквы М (мыслете) в системе записи чисел кириллицей.
- 40 % — объемная доля этилового спирта в составе водки.
- 40 дней — продолжительность карантина против чумы, оспы в Средние века.
- В искусстве:
  - 40 — число разбойников в сказке про Али-Бабу.
  - 40 — число тех, кого (согласно переводу Корнея Чуковского) съел Робин-Бобин Барабек: «Робин-Бобин Барабек скушал 40 человек».
  - Фраза в фильме «Москва слезам не верит»: «Поверьте мне — в сорок лет жизнь только начинается!»
  - В тексте песни Владимира Высоцкого «Баллада о Любви»[комм. 1]:

Когда вода Всемирного Потопа

Вернулась вновь в границы берегов,

Из пены уходящего потока

На берег тихо выбралась Любовь.

И растворилась в воздухе до срока,

А срока было — сорок сороков…
- Прочее:
  - «Кырк огуз» (сорок племен) — одна из версий происхождения этнонима «кыргыз».
  - «Кырк кыз» (сорок дев) — каракалпакский эпос и крепость в Хорезме.
  - «Кыркын чыгаруу» — киргизский обычай отмечать сорок дней со дня рождения младенца.
  - В шарадах: птица, в названии которой 40 «А»?

## Коды
- 40 — ASCII-код символа «(» (открывающей скобки).
- 40 — код Калужской области как субъекта Российской Федерации.
- 40 — код Калужской области в системе регистрации  транспортных средств в России.
- +40 — международный телефонный код Румынии.